# نودل فوری
نودل فوری (به انگلیسی: Instant noodles, or instant ramen) نوعی غذای تشکیل شده از نودل است که در قالب نیم پز و خشک شده به همراه روغن یا پودر چاشنی به فروش می‌رسد. قالب‌های نودل خشک در اصل با روغن‌پزی عمیق نودل‌ها ساخته شد و این روش هنوز هم به عنوان روش اصلی در کشورهای آسیایی مورد استفاده قرار می‌گیرد. قالب‌های نودل خشک که با روش هواپز خشک شده‌اند، شیوه مورد علاقه در غرب است.